# 사미인곡 (드라마)
《사미인곡》은 1976년 6월 14일부터 10월 16일까지 방송된 MBC 일일연속사극이다.

## 등장 인물
- 최불암 : 이완 역
- 고은아 : 정씨부인 역
- 이대근
- 박원숙
- 김영애
- 현석
- 지계순
- 김수미
- 이계인
- 노영국
- 이정길 : 효종 역
- 신충식
- 김무생 : 송시열 역
- 문광호
- 손창호
- 홍성민 : 김자점 역
- 한성전